# Lippóci Miklós
Lippóczi Miklós, Thököly Imre fejedelem evangélikus udvari prédikátora, a magyar nyelvű barokk irodalomhoz vallásos hazafias buzdító iratával járult hozzá.

## Műve
- Jubileum Ecclesiae Evangelicae Cassoviensis, Az az, Lelki örömmel és vigasztalással tellyes Praedicatio, Mellyet tött Nemes Cassa Varasának meg-vétettetésekor az Nagy Templomnak nagy solennitással vissza-foglaltattásában ben az Templomban 1682. Eszt. Kis Asz. Havának 17. reggeli 9 Orakor. Lőcse, 1682
  - Jubileum ecclesiae evangelicae Cassoviensis, az az lelki örömmel és vigasztalással tellyes praedicátio, mellyet tött nemes Cassa várasának meg-vétettettésekor; hasonmás kiad.; Bethlen Ny., Bp., 1938
- lásd még: A barokk kor magyar irodalma